# El Cobre
El Cobre é uma cidade venezuelana, capital do município de José María Vargas.